# Buczkowice (gemeente)
De gemeente Buczkowice is een landgemeente in het Poolse woiwodschap Silezië, in powiat Bielski (Silezië).
De zetel van de gemeente is in Buczkowice.
Op 30 juni 2004 telde de gemeente 10 486 inwoners.

## Oppervlakte gegevens
In 2002 bedroeg de totale oppervlakte van gemeente Buczkowice 19,33 km², waarvan:
- agrarisch gebied: 80%
- bossen: 7%

De gemeente beslaat 4,23% van de totale oppervlakte van de powiat.

## Demografie
Stand op 30 juni 2004:
| Omschrijving                   | Totaal | Totaal | Vrouwen | Vrouwen | Mannen | Mannen |
| ------------------------------ | ------ | ------ | ------- | ------- | ------ | ------ |
| eenheid                        | aantal | %      | aantal  | %       | aantal | %      |
| inwoners                       | 10 486 | 100    | 5369    | 51,2    | 5117   | 48,8   |
| bevolkingsdichtheid (inw./km²) | 542,5  | 542,5  | 277,8   | 277,8   | 264,7  | 264,7  |

In 2002 bedroeg het gemiddelde inkomen per inwoner 1275,61 zł.

## Aangrenzende gemeenten
Lipowa, Łodygowice, Szczyrk, Wilkowice